# ももも怪レストラン
『ももも怪レストラン』（もももけレストラン）は、ヤマダによる日本の漫画作品。『月刊Gファンタジー』（スクウェア・エニックス）にて連載。現在休載中。

## ストーリー
人には視えないモノが視えるモフモフ大好き高校生 間宮千尋。ある日、猫耳の変態の言葉巧み（？）な勧誘に引っかかり、レストランで働くことに。だがそこは、妖怪たちが入り乱れるレストランだった。最初は断ろうとするが、その正体が「モフモフ」であること前言撤回。モフモフの魅力に負けて、そのまま働くことに……。

## 登場人物
間宮 千尋（まみや ちひろ）
主人公。人外の存在が視える高校2年生。しつこい役犬原の勧誘で、レストラン「モグワール百目鬼」のホールスタッフとして働く。癒やしは、スタッフたちの真の姿「モフモフ」。
役犬原 梁（やくいんばる やな）
霊力が高い高校生の噂を聞いて、間宮を勧誘しに来たレストランのチーフマネージャー。レストランにも関わらず、和服を愛用。性格は、非常にいい加減で一方的。
真の姿は狗神。
百目鬼 わか菜（どうめき わかな）
見た目は子供のレストランオーナー。威厳ある態度を取ろうとするが、大抵失敗している。口癖は「〜だったりして！」。
真の姿は今のところ謎。
玄尉 珠雲（くろじょう たまも）
無口な料理長。自宅ではあらゆるモノがキチンと並べられているほど几帳面な性格。何かと周囲に振り回される。
真の姿は妖狐。
灰音掘 文太（かいねほり ぶんた）
作るよりも食べることが好きな料理人。変化が得意。
真の姿は化け狸。
鞍馬 岳（くらま がく）
ソムリエ兼ホール担当。不忍が好きだが常に空回りして、酷いあしらわれ方をしている。
真の姿は鴉天狗。
不忍 仙里（ふしのび せんり）
ホール担当。わか菜を溺愛する反面、他の者にはとても冷たい。鞍馬には特に厳しい。
真の姿は猫又。

## 書誌情報
- ヤマダ 『ももも怪レストラン』 スクウェア・エニックス〈Gファンタジーコミックス〉、既刊4巻（2017年3月27日現在）
  1. 2013年3月27日発売[1]、ISBN 978-4-7575-3933-4
  2. 2013年9月27日発売[2]、ISBN 978-4-7575-4078-1
  3. 2015年11月27日発売[3]、ISBN 978-4-7575-4818-3
  4. 2017年3月27日発売[4]、ISBN 978-4-7575-5302-6